# Cass (Neuseeland)
Cass im Selwyn District auf der Südinsel von Neuseeland besteht heute aus einer Ansiedlung von ein paar Farmen, hatte aber zur Zeit des Baus der TranzAlpine-Eisenbahnstrecke von Christchurch nach Greymouth eine große Bedeutung.

## Geographie
Cass liegt an der Eisenbahnlinie des TranzAlpine, 24 km südöstlich des Arthur’s Pass und rund 50 km nordwestlich von Springfield. Der SH 73 passiert den Ort.

## Geschichte
Bereits 1873 hatte die University of Canterbury Land in Cass gekauft und dort eine Field Station (Außenstation zu Forschungszwecken) eingerichtet, die aber erst ab 1914 zu diesem Zweck genutzt wurde.
Als die Neuseeländischen Alpen noch mit Kutschen überquert wurden, bot Cass eine Übernachtungsmöglichkeit für Reisende. Als der Bau der Midland Line, der Bahnstrecke, die die Neuseeländischen Alpen quert und von Rolleston nach Greymouth führt, voranschritt, erreichte der Ort Cass mit 300 Einwohnern um 1910 seine maximale Größe. Der Eisenbahnbau war arbeitsintensiv und bot zahlreichen Menschen über Jahre hin Arbeit im Ort und seiner Umgebung. Mit der Fertigstellung des Abschnitts der Strecke im Bereich von Cass zogen die Arbeiter weiter. Die Bevölkerungszahl schrumpfte danach kontinuierlich. Aus der Blütezeit des Orts blieb ein kleiner Schuppen übrig, der damals als Bahnhof diente und 1936 mit den Bergen im Hintergrund für die neuseeländische Malerin Rita Angus Inspiration zu einem ihrer Gemälde wurde.

## Namensherkunft
Der Ort wurde zur Ehren des Landvermessers Thomas Cass benannt.